# 安居县 (隋朝)
安居縣，是四川省的一個舊縣名，今已撤銷。其地在今四川省遂寧市的安居區。

## 歷史沿革[1]
安居縣在現在四川省遂寧市的安居區。
- 漢代為牛鞞縣地，屬犍為郡。
- 後周置柔剛縣及安居郡。
- 隋代開皇初郡廢，屬普州。十八年（598年）改為安居縣，大業初年屬資陽郡。
- 唐代屬普州。
- 南宋寶祐六年（1258年），廢普州及安居縣，析安居縣入遂寧都督府小溪縣。